# Jour de l'Indépendance nationale
Ne doit pas être confondu avec Jour de l'indépendance (Azerbaïdjan).
Le jour de la Restauration de l'indépendance de l'Azerbaïdjan est la principale fête nationale en Azerbaïdjan. Il est célébré chaque année le 18 octobre.

## Histoire
Le 18 octobre 1991, le Soviet suprême d'Azerbaïdjan a adopté une loi constitutionnelle sur la déclaration d'indépendance de l'Azerbaïdjan. La déclaration a été confirmée par un référendum en décembre 1991. Selon ce document, l'Azerbaïdjan est le successeur de la République démocratique d'Azerbaïdjan qui a existé du 28 mai 1918 au 28 avril 1920.
En 2021, selon le projet de loi « Jour de l'Indépendance », le 28 mai (ancien « Jour de la République » a été renommé « Jour de l'Indépendance », et le 18 octobre (ancien « Jour de l'Indépendance ») a été renommé « Jour de la Restauration de l'Indépendance ».

## Galerie

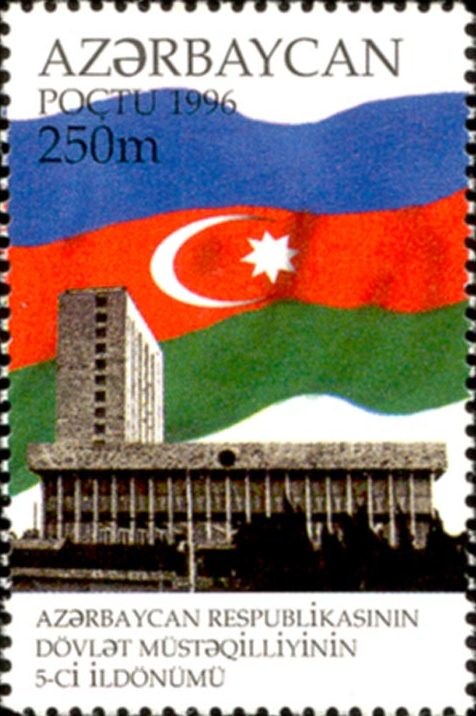
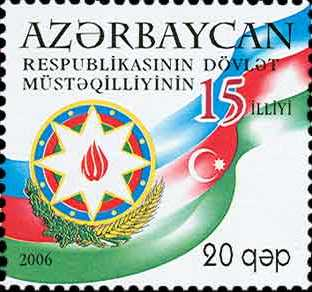
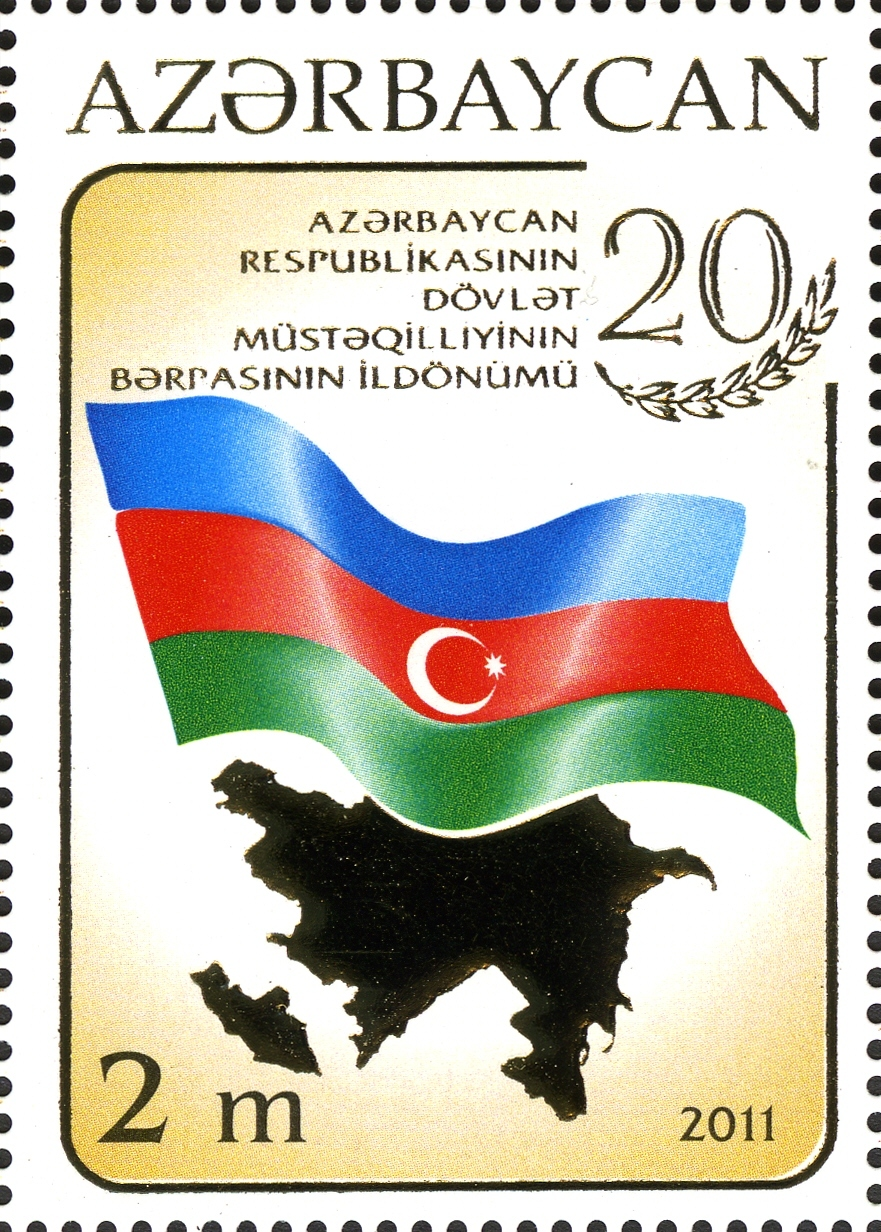